# En remolinos
«En remolinos» es una canción del grupo musical de Argentina Soda Stereo, editada en el álbum titulado Dynamo, el sexto disco de estudio del grupo.

## Letra
...En la letra quedó plasmada la idea de la posibilidad de soñar con un paraíso en medio de la tormenta, y eso es una locura a lo que no habíamos accedido como grupo compositivamente hablando. Tiene el heroísmo romántico del Soda Stereo más típico, pero en este caso está recostado sobre un peldaño de ruido. Habla de florecer, como la guitarra constantemente enviando información. Me basé en varias cosas al momento de transcribir esa sensación de calma en la tormenta. "Florecer mirándote a los ojos, perfección" encierra eso mismo, la ternura luego de la violencia, el lugar perfecto que se puede encontrar en medio de la locura. Vivimos una época de cambios personalmente, yo la estoy viviendo, Charly y Zeta también, y eso se vuelca directamente en el disco. Este fue un año tremendo, muy intenso, donde muchas cosas pasaron, y eso tuvo efecto en nosotros. -dijo Cerati en una de sus entrevistas.

## Música
La canción empieza con sintetizadores, seguido de la guitarra de Gustavo Cerati. Después empieza la batería. El bajo empieza cuando Cerati canta la disonante. Cuando termina la canción se escucha el riff que da inicio a «Primavera 0». Al igual que el resto del disco, esta canción está fuertemente influida por el noise y el shoegazing, con una mezcla densa, caracterizada por las capas de sonido y distorsiones.

## Apariciones en vivo
Aparece en todas las giras después de Dynamo unida a «Primavera 0», excepto en la Gira Comfort y música para volar. La única versión de la canción conocida es la de la Gira Me Verás Volver, pero hay otras versiones filtradas en internet, como la de  El último concierto, la de la presentación en el Poliedro de Caracas durante la Gira Dynamo, la del Teatro Gran Rex, durante la Gira Sueño Stereo y la versión adaptada del CD Sep7imo Dia, perteneciente al espectáculo de Cirque du soleil, Séptimo Día - No Descansaré. Cerati tocó una versión diferente de la canción, con elementos de la canción Fantasma, durante la Gira Siempre es Hoy.